# Еуерет
Еуерет је у грчкој митологији било име више личности о којима је писао Аполодор.

## Митологија
- Тиресијин отац, кога је имао са нимфом Харикло.[1] Према неким изворима, он је био рођен од Земље, један од Спарта.[2]
- Син Херакла и Партенопе.[1]
- Једини преживели син Партенопеја у рату против Микене. Наиме, када су Партенопејеви синови затражили своја права од краља те земље, Електриона, он их је грубо одбио. Они су били потомци Местора, Електрионовог брата. Како би му се осветили, украли су му говеда и то је изазвало рат између њих и Електрионових синова, у коме су сви изгинули, осим Еуерета и Електрионовог сина Ликимнија.[3]

## Биологија
Латинско име ових личности (Everes) је синоним за род Cupido у оквиру групе лептира.